# Branża gier komputerowych
Branża gier komputerowych – sektor gospodarki dotyczący produkcji, marketingu i sprzedaży gier komputerowych. Zatrudnia tysiące ludzi o różnych specjalizacjach na całym świecie.

## Opis
W latach 70. niszowy i postrzegany jako ciekawostka, w 2007 branża gier komputerowych zarobiła w samych tylko Stanach Zjednoczonych około 9,5 miliarda dolarów (według corocznego raportu Entertainment Software Association).
Branża gier komputerowych rozwija się bardzo dynamicznie, jej wartość rocznie wzrasta o około 8%, a całość przychodów szacowana jest na 90–100 miliardów dolarów. Jako model światowego rynku gier komputerowych w 2016 może posłużyć rynek brytyjski, na temat którego raport przygotował koncern GfK SE. Wartość całego rynku gier wzrosła o 1,2% w porównaniu do roku poprzedniego i wyceniona została na 4,33 mld funtów. Wyraźnie zyskał na znaczeniu segment gier mobilnych, o czym świadczy ponad 16% wzrost przychodu, który w 2016 wyniósł niemalże miliard funtów, czyli ok. 22% całości. Wynika to z faktu, że sektor mobilny jest od sektora komputerowego i konsolowego młodszy i, co za tym idzie, mniej nasycony, a swój rozwój i znaczenie zawdzięcza popularyzacji smartfonów i tabletów w ostatnich latach. Dodatkowym powodem tak wyraźnego wzrostu może być sukces debiutującej w tamtym roku gry Pokémon Go. Wyraźnie, aż o 26,7%, spadła sprzedaż konsol, mimo że w badanym roku debiutowały ulepszone wersje czołowych marek (Xbox One S oraz PlayStation 4 Pro). Twórcy raportu jako powód wskazują na związek z wejściem na rynek techniki VR oraz graczami, którzy zdecydowali się ulepszyć swoje komputery z myślą o grze w wirtualnej rzeczywistości, o czym świadczy aż 64% wzrost sprzedaży podzespołów komputerowych. Segment adaptacji filmowych wart był 7,8 miliarda funtów.
Polska branża jest dziewiętnastą pod względem wielkości na rynku światowym, a jego wartość oceniana jest na około 1,5 miliarda złotych. Szacuje się, że w Polsce jest ok. 13,4 miliona graczy, co stanowi niewielki odsetek w skali światowej, gdzie liczba graczy sięga 2,2 miliarda. Zmienia się struktura rynku, który kilka lat temu zdominowany był przez dystrybucję detaliczną (sprzedaż gier na tradycyjnych nośnikach w sklepach), a którego połowa z obecnych przychodów pochodzi z dystrybucji cyfrowej. Tendencję, choć postępującą wolniej niż w skali światowej, widać w przygotowanym przez koncern GfK SE raporcie z pierwszych ośmiu miesięcy 2015 dla polskiego rynku. Sprzedaż detaliczna spadła o 7,5% w stosunku do analogicznego okresu roku poprzedniego, choć całościowa wartość rynku wzrosła. Tempo zmian na rynku gier widoczne jest również w udziale gier na konsole najnowszej generacji (PlayStation 4 oraz Xbox One) w stosunku do wszystkich gier konsolowych, który wyniósł aż 88%, mimo że wspomniana generacja zadebiutowała zaledwie dwa lata wcześniej.
Współczesna światowa informatyka zawdzięcza wiele innowacji branży gier. Następujące techniki powstały i rozwinęły się dzięki niemu:
- karty dźwiękowe: rozwinięte w celu dodania do gier cyfrowej jakości dźwięku, później ulepszone w celu słuchania muzyki i zaspokojenia potrzeb audiofilów
- karty graficzne: rozwinięte dla interfejsu graficznego i gier. Podczas gdy interfejsy te wymagały coraz wyższej rozdzielczości, gry potrzebowały akceleracji 3D. Dzięki branży gier powstały również techniki dające możliwość używania kilku kart graficznych w jednym komputerze (SLI, CrossFire).
- napędy CD-ROM: zostały wynalezione w celu masowej dystrybucji różnych mediów, jednak to stosowanie ich w grach prawdopodobnie odpowiada za ich coraz większą szybkość
- Unix: rozwinięte po części w celu umożliwienia programistom grania w grę Space Travel polegającą na wędrowaniu rakietą po Układzie Słonecznym[3][4].

Dodatkowo wiele szybszych komputerów jest kupowanych przez graczy, którzy chcą grać w najbardziej wymagające gry. Obecnie gry są największą grupą programów potrzebujących dużych zasobów komputera, więc najnowszy sprzęt jest często skierowany do tego sektora konsumentów, najczęściej kupujących i stosujących nowe podzespoły. Tak więc procesory swój szybki rozwój zawdzięczają po części branży gier, której oprogramowanie wymaga szybszych CPU niż tradycyjne aplikacje.

## Zawody
Branża gier zatrudnia ludzi wielu tradycyjnych specjalizacji, jednak kilka zawodów jest dostosowanych specjalnie dla tej branży. Niektóre z nich to:
- programista gier komputerowych
- projektant gier komputerowych
- projektant poziomów
- producent gier komputerowych
- grafik
- tester gier.

Większość przedstawicieli tych zawodów jest zatrudnianych przez przedsiębiorstwa produkujące lub wydające gry, jednak wiele hobbystów także produkuje gry i sprzedaje je komercyjnie. Takie gry często nazywane są niezależnymi.

## Wartość rynku
Według danych przedsiębiorstwa Newzoo z 2017 wartość branży gier komputerowych wynosi około 116 mld dolarów, z czego największy udział mają w tym gry na urządzenia mobilne: 43% (50,4 mld dolarów). Sprzedaż gier na konsole i komputery osobiste wynosi odpowiednio 29% (33,3 mld dolarów) i 28% (32,3 mld dolarów).